# Pierre de Zeupire
La pierre de Zeupire (ou simplement le Zeupire) est un menhir incertain, situé sur l'ancienne commune de Gozée (désormais intégrée à la ville de Thuin), en Belgique.

## Étymologie
Le nom est composé du mot wallon « pire » (pierre) et d'un déterminant incertain dans lequel certains auteurs ont voulu y voir une origine grecque, affirmant que les druides connaissaient le panthéon grec, Zeupire signifiant alors la « pierre de Zeus ». Selon une autre hypothèse plus prosaïque, le nom viendrait du patois local « dzeu » signifiant dessus, Zeupire signifiant ainsi « la pierre-dessus » (i-e au-dessus du sol). D'autres hypothèses mentionnent une déformation du wallon « deux pires » (deux pierres).

## Historique
Selon le témoignage de Désiré-Alexandre Van Bastelaer, président de la société paléontologique de Charleroi entre 1872 et 1889 et membre de la Société d’Anthropologie de Bruxelles, le site comportait dans les années 1830-1840 trois pierres dressées à proximité d'un chemin dit chemin de Marbisœul : le Zeupire, une seconde pierre de moins de 1 m de hauteur située à 100 m au nord-nord-ouest et un troisième bloc sans description et localisation connues. Lors des travaux de création de la chaussée reliant Marchienne-au-Pont à Beaumont, entre 1833 et 1840, le chemin de Marbisœul fut détruit et les deux premiers blocs auraient été enfouis. Selon un autre témoignage, dans les années 1870, les trois blocs étaient destinés à être brisés pour confectionner des pavés car ils gênaient les cultures, mais le plus gros, le Zeupire, échappa à la destruction en raison d'une intervention des Ponts et Chaussées. La pierre est explicitement décrite en 1880 par A. Briart lors de la séance du 20 juin 1880 de la Société géologique de Belgique et Van Bastelaer précise qu'en 1885 la pierre, dont la base a été en partie remblayée par les travaux routiers, affecte la forme d'un triangle équilatéral pyramidal et dépasse d'environ 1,70 m du sol.
En 1887, Van Bastelaer demande que la pierre fasse l'objet d'une protection considérant qu'il s'agit d'un authentique mégalithe, « l'un des derniers qui restent en Belgique ». Le site est fouillé la même année mais aucun vestige archéologique n'a été découvert (pierres et fosse de calage). Le terrain est acquis par l'État en 1889. La pierre est redressée vers 1898 (les travaux de restauration sont représentés sur une carte postale consacrée au site). Après une première tentative non aboutie de classement en 1939, le monolithe est finalement classé en tant que monument le 23 mars 1994.

## Description
La pierre est une dalle de quartzite du Landénien supérieur, d'origine locale. Elle est de forme trapézoïdale. Elle mesure entre 2,50 m et 3 m de hauteur (hors sol) pour une largeur de 2 à 2,60 m selon les faces et son poids a été estimé à environ 25 tonnes lors de la fouille de 1887.

## Authenticité
La restauration de 1898 ne s’appuie sur aucun argument archéologique, elle répond uniquement à des considérations esthétiques (axe de redressement et hauteur hors-sol). C'est Van Bastelaer qui affirme en 1885 que la pierre est un menhir alors que Briart n'avait émis qu'une hypothèse. Bien que la fouille de 1887 n'ait révélé aucun contexte archéologique, il a été admis depuis la fin du XIXe siècle qu'il s'agissait d'un menhir mais en 2000, à l'occasion de la révision de la carte géologique locale, des géologues ont émis l'hypothèse qu'il pourrait s'agir d'un simple bloc erratique naturel. L'hypothèse en faveur du menhir ne repose que sur quatre arguments développés par Van Bastelaer : la pierre était en position dressée, elle comporte des traces de mises en forme, sa forme est commune avec celles d'autres menhirs locaux, l'existence d'un contexte mégalithique local.
Tous les témoignages antérieurs à la restauration du site confirment que la pierre était bien dressée mais rien ne démontre qu'elle ait été dressée durant la Préhistoire. Selon Van Bastelaer, les faces est/nord-est et ouest/sud-ouest auraient été aplanies mais cette mise en forme ne va pas forcément de soi, les blocs de ce type de roche pouvant présenter naturellement des surfaces planes. L'analogie entre la forme de la Pierre de Zeupire et celle de la Pierre Brunehaut est assez évidente mais l'inclinaison actuelle du Zeupire résulte de la restauration de 1898, qui a été réalisée en s'inspirant de la positon de la Pierre Brunehaut et en partant du postulat qu'il s'agissait d'un menhir : la pierre ayant été découverte en 1898 très fortement inclinée par rapport à son axe principal, cette inclinaison ne pouvait résulter que d'un affaissement et il convenait donc de la remettre en place (selon son axe principal) pour en garantir la stabilité. Et ainsi, le terme Zeupire est devenu d’usage courant chez les spécialistes du mégalithisme belge pour désigner une dalle dressée en forme de trapèze avec une surface sommitale inclinée de moins de 45° (menhir d'Ozo, dit zeupire à Durbuy). Quant au contexte mégalithique local, il ne résulte que des spéculations de Van Bastelaer qui dénombrait dans les environs un dolmen, la Table du Diable de Walcourt, et cinq pierres dressées : le Cheval de Pierre de Thuillies (dit « Tchvô d'cayô »), la Pierre du Diable de Walcourt (dit « Tchô d'cayô ») et les trois pierres dressées de Gozé. Selon Claude Hennuy, la Pierre et la Table du Diable ne constituaient à l'origine qu'un seul monument, un polissoir, quant aux trois pierres de Gozée, leur existence est très hypothétique (souvenir personnel de Van Bastelaer, localisation imprécise, absence de mention au Cadastre alors que le Zeupire y figure, étymologie du mot Zeupire pouvant signifier « deux pierres »).
Selon un recensement des traditions folkloriques effectué par Van Bastelaear, le site était connu des villageois comme un lieu « de sorcelleries et de diableries » qu'il fallaitt éviter la nuit et selon une autre tradition, la pierre était une « pierre qui pousse », sa hauteur s'accroissant de manière continue. Ces deux traditions folkloriques sont souvent associées aux mégalithes.
En tout état de cause, faute d'arguments scientifiques irréfutables, le Zeupire demeure donc un menhir incertain.